# شهرک صنعتی مینودشت
شهرک صنعتی مینودشت واقع در کیلومتر ۵ جاده مینودشت آزادشهر استان گلستان قرار دارد. این شهرک توسط هیئت مدیره انتخابی مدیریت می‌گردد. این هیئت با شرکت شهرک‌های صنعتی در ارتباط می‌باشد.
این شهرک با دارا بودن امکانات اولیه و زیر ساخت نظیر آب، برق، گاز، تصفیه خانه فاضلاب، تلفن، اینترنت پرسرعت میزبان ۲۶ کارخانه و مجتمع تولیدی که همگی دارای سند ثبتی می‌باشند، است.